# Eutropis cumingi
Espèce
Synonymes
- Mabuya cumingi Brown & Alcala, 1980

Eutropis cumingi est une espèce de sauriens de la famille des Scincidae.

## Répartition
Cette espèce est endémique de l'île de Luçon aux Philippines.

## Étymologie
Cette espèce est nommée en l'honneur de Hugh Cuming.

## Publication originale
- Brown & Alcala, 1980 : Philippine Lizards of the family Scincidae. Silliman University natural science monograph series, p. 1-246.